# Miluță Gheorghiu
Mihail (Miluță) Gheorghiu (n. 2 octombrie 1897, Iași — d. 10 decembrie 1971, București) a fost un celebru actor român de teatru (scenă și vodevil), cunoscut, mai ales, prin rolurile în travesti din comediile lui Vasile Alecsandri (Coana Chirița, Muza de la Burdujeni).
Este înmormântat în Cimitirul Eternitatea din Iași. Pe placa sa funerară a cerut să i se graveze următorul catren:
Așa e lumea, o comedie

Iar noi artiștii care-o jucăm

N-avem dorința alta mai vie

Decât aplauze să merităm. 

 (V. Alecsandri - Chirița în provincie)

## Teatru -- Roluri (1923 – 1964)
Albert din Cafeneaua cea mică de Tristan Bernard;
Farfuridi din O scrisoare pierdută de I. L. Caragiale;
Figaro din Bărbierul din Sevilla de Beaumarchais;
Maxime din Ce vrea femeia de Alfred Savoir și Etienne Rey;
Pyram din Visul unei nopți de vară de William Shakespeare;
Lujin din Crimă și pedeapsă de Paul Ginisty și Hugues Le Lroux (după romanul lui Dostoievski);
Tândală din Sânzâiana și Pepelea de Vasile Alecsandri;
D’Artagnan din Cei trei muschetari de Alexandre Dumas;
Hlestakov din Revizorul de Gogol;
Nae Girimea din D’ale carnavalului de I. L. Caragiale;
Galan din Plicul de Liviu Rebreanu;
Pan Zubowsky din Neamul Șoimăreștilor de Mihail Sadoveanu și Mihai Sorbul (după romanul lui Mihail Sadoveanu);
Cezar din Androcle și Leul de G. B. Shaw;
Napoleon din Madame Sans-Gene de V. Sardou;
Coana Chirița din Chirița în provincie de Vasile Alecsandri;
Mitică Popescu din Mitică Popescu de Camil Petrescu;
Păcală din Sânzâiana și Pepelea de Vasile Alecsandri;
Niță din C.F.R. (în Momente și schițe de I.L.Caragiale);
Ciupici din O noapte de vară de Aurel Baranga;
Mircea Cavafu din Mielul turbat de Aurel Baranga;
Clucerul Măturică din Ce naște din pisică dramatizare de Tudor Șoimaru după Ciocoii vechi și noi de Nicolae Filimon;
Baba Hârca din Baba Hârca de Matei Millo;
Steriu Steriade din Anii Negri de Aurel Baranga;
Miluță Petrescu din Surorile Boga de Horia Lovinescu;
Avocatul din Anna Karenina de N.D.Volov (după romanul lui Tolstoi)

## Director de scenă
Ginerele domnului prefect;
Bărbierul din Sevilla;
Plicul;
Cafeneaua cea mică
Nepoftitul;
Coana Chirița în provincie;
Barbu Lăutarul;
Balthazar;
Rachierița;
Topaze;
Într-o noapte la moșie;
Napoleon și femeile;
Micul lord;
Domnii de la poarta verde;

## Filmografie
- O noapte furtunoasă (1943) - I.D. Ionescu
- Vultur 101 (1957) - moș Cristea

## Distincții
- Ordinul „Meritul Cultural” în gradul de Medalie cl. I, pentru teatru (1 februarie 1943)[2]
- titlul de „Artist Emerit al Republicii Populare Romîne” (3 martie 1955) „pentru merite deosebite în activitatea artistică”[3]
- Ordinul Muncii clasa I (7 iunie 1957) „cu prilejul aniversării a 140 de ani de la reprezentarea primului spectacol în limba romînă pe scena Teatrului Național „Vasile Alecsandri” din Iași, pentru merite deosebite în activitatea artistică”[4]
- titlul de Artist al Poporului din Republica Populară Romînă (18 august 1964) „pentru merite deosebite în activitatea desfășurată în domeniul teatrului, muzicii, artelor plastice și cinematografiei”[5]
- Ordinul „Meritul Cultural” clasa I (6 noiembrie 1967) „cu prilejul împlinirii a 150 ani de la primul spectacol de teatru în limba română la Iași, [...] pentru activitate îndelungată în teatru și merite deosebite în domeniul artei dramatice”[6]
- Ordinul „Steaua Republicii Socialiste România” clasa a II-a (1971) „pentru merite deosebite în opera de construire a socialismului, cu prilejul aniversării a 50 de ani de la constituirea Partidului Comunist Român”[7]